# Bridget Bishop
Bridget Bishop (ca. 1632 - 10 de junho de 1692) filha de John Playford (1595 – 1639)  Dilham, Norfolk e Jane Cubitt  (1598–?) Dilham, Norfolk, foi a primeira pessoa a ser julgada e condenada por bruxaria nos julgamentos em Salém de 1692.

## Antecedentes
Ela era uma mulher independente e resoluta, que quando foi acusada de feitiçaria se casou com Edward Bishop, depois de enviuvar duas vezes. Seu segundo marido, Thomas Oliver, com quem teve uma filha, a acusou de ser bruxa em 1680, afirmando que "ela era uma má esposa (...) sentou-se a noite toda com o diabo". Seu caráter e essa acusação anterior foram provavelmente a causa real de sua prisão.

## Julgamento
John Hathorne e Jonathan Corwin presidiram seu exame em 19 de abril, estando presentes suas acusadoras Elizabeth Hubbard, Ann Putnam, Abigail Williams, Mercy Lewis e Mary Walcott, que, assim que ela entrou no tribunal, estavam em crise.
Eles a acusaram de tê-los ferido e tentado a assinar o livro do diabo. Bishop proclamou sua inocência dizendo que ela "nunca tinha visto essas pessoas antes, nem nunca esteve neste lugar" (ela era da cidade vizinha de Salem, não de Salem Village).
Mary Walcott disse que seu irmão Jonathan havia quebrado a capa de Bishop enquanto lutava contra seu espectro. Quando examinaram a roupa, havia um rasgo onde ela indicou.
A juíza Hathorne a acusou de trair e matar seu primeiro marido, ela balançou a cabeça e as meninas se contorceram. Sam Braybook relembrou sua acusação de bruxaria dez anos atrás, ela respondeu que não era uma bruxa.
Perguntaram-lhe se não estava preocupado em ver as meninas tão atormentadas. Ela respondeu que não. Quando perguntada sobre o que ela pensava se eles estavam enfeitiçados, ela respondeu que não sabia o que pensar.
Durante o exame, sempre que olhava para elas, as meninas agiam como se estivessem sendo torturadas e só se acalmavam se ela as tocasse. Abigail Hobbs, que já havia confessado ser uma bruxa, alegou que Bishop a atormentava desde sua confissão e alegou que ela esteve presente em uma reunião de bruxas em um campo fora de Salem Village.
Bishop foi acusada de assassinar crianças, molestar seus porcos e aparecer para vários cidadãos à noite. Vários bonecos de feitiços feitos de trapos, alfinetes e agulhas, foram encontrados pendurados em seu porão.
Seu caso serviu de modelo para julgamentos posteriores, que seguiram o mesmo padrão: um ou mais confessores apoiaram as alegações dos acusadores e vários membros da comunidade falaram de atos passados de feitiçaria ou atos repreensíveis por parte dos acusados. O tribunal usou "evidência espectral" como única base contra Bishop.

## Execução
Ele foi a primeira pessoa condenada e executada durante os julgamentos. Ela foi enforcada em 10 de junho de 1692.